# 司馬相
司馬相（1491年—1546年），字邦柱，號菲泉，浙江紹興府會稽縣人，明朝政治人物。

## 生平
正德十四年（1519年）己卯科浙江鄉試第五十四名。正德十六年（1521年），登進士第二甲第八十三名。初授刑部主事，累官刑部山西司員外郎，升福建按察司僉事。嘉靖六年（1527年）因李福達案牽連，削職為民。归田后庐室不蔽风雨，家居十余年，务自砥砺，孝友清约，无间于乡评。所著《菲泉遗稿》、《越郡志略》各十卷。

## 家族
曾祖父司馬敬；祖父司馬壇；父親司馬公鞼。母張氏；繼母謝氏。慈侍下。弟木、林、本、舟、楫、樯。